# La Serra (Toses)
La Serra és una serra situada al municipi de Toses a la comarca del Ripollès, amb una elevació màxima de 1.397 metres.